# Alcolapia
Alcolapia се нарича род риби от семейство Цихлиди. Естествените обитания на представителите му са твърде ограничени в свръхсолените езера Натрон и Магади в Кения и Танзания. Два от видовете са интродуцирани и в езерото Накуру.

## Видове
- Alcolapia alcalica (Hilgendorf 1905) – среща се в африканските алкални езера Магади, Баринго, Натрон
- Alcolapia grahami (Boulenger 1912)
- Alcolapia latilabris (Seegers & Tichy 1999)
- Alcolapia ndalalani (Seegers & Tichy 1999)